# جوديث فلاندرز
جوديث فلاندرز (بالإنجليزية: Judith Flanders)‏ هي صحفية بريطانية، ولدت في 1959.

## النشأة
وُلِدت جوديث فلاندرز لأبوين يهوديين في لندن بإنجلترا. أمضت طفولتها في مونتريال بكندا، باستثناء عام قضته في إسرائيل عام 1972. انتقلت إلى بريطانيا بعد الجامعة، وعملت كمحررة للعديد من الناشرين في لندن. تم السخرية من تجاربها في رواية الجريمة، كتلة الكتاب (2014)، والتي أعيدت تسميتها جريمة قتل طائر العقعق (2015).

## الكتابة
كمؤلف تركز جوديث فلاندرز على العصر الفيكتوري. كتابها عن دائرة من الأخوات، حياة أربع شقيقات وكتاب اختراع القتل الذي حقق في الجريمة في ذلك العصر. عملت مؤخرًا كراوية ومؤرخة ومستشارة في لعبة الفيديو أساسنز كريد سنديكيت.
تكتب جوديث فلاندرز أيضًا كناقدة فنية في الكتب والرقص والفن وألعاب الفيديو مؤخرًا. ظهرت أعمالها في صحيفة ذا صنداي تلغراف، والجارديان، وملحق التايمز الأدبي. تخرجت جوديث فلاندرز من كلية سكيدمور في ساراتوغا سبرينغز بنيويورك، وهي زميل أبحاث أول في التاريخ الاجتماعي في القرن التاسع عشر في جامعة باكنغهام.